# Alexis Toylo
Alexis Toylo (* 6. Januar 1992 in Cagayan de Oro) ist ein philippinischer Dartspieler.

## Karriere
Beim World Cup of Darts 2024 trat Alexis Toylo zusammen mit seinem Landsmann Christian Perez für die Philippinen an. Dort schieden beide in der Gruppenphase aus.
Toylo nahm im Jahr 2024 zum ersten Mal an der PDC Asian Tour teil. Dort gewann er insgesamt fünf Turniere und spielte sich auf Platz eins der Asian Tour Order of Merit. Damit qualifizierte er sich für die PDC-Weltmeisterschaft 2025. Bei dieser gewann er sein Erstrundenspiel gegen Richard Veenstra mit 3:0 Sätzen. In der zweiten Runde verlor er gegen den Polen Krzysztof Ratajski mit 1:3 und schied aus.

## Titel

### PDC
- Non-UK Affiliate Tour
  - PDC Asian Tour 2024: (5) 1, 2, 4, 7, 11

## Weltmeisterschaftsresultate

### PDC
- 2025: 2. Runde (1:3-Niederlage gegen  Krzysztof Ratajski)